# Aldrich Ames
Aldrich Hazen "Rick" Ames, född 26 maj 1941 i River Falls i Wisconsin, är en amerikansk före detta CIA-officer som var spion för Sovjetunionens och Rysslands räkning.
Under 1980-talet började han lämna ut handlingar till KGB. Hans spioneri resulterade i att minst ett tjugotal ryska CIA-agenter inom KGB avslöjades och anhölls. Det starkaste motivet till Ames handlande tycks ha varit pengar. Trots hans oförsiktiga agerande med betalningen från KGB (ex. nya bilar och hus som han inte hade råd med på sin vanliga lön och så vidare) och trots ett vidlyftigt drickande (en gång flög han till fel stad när han skulle möta sin KGB-kontakt), dröjde det länge innan Ames blev fast. Han greps den 21 februari 1994. Han är dömd till livstids fängelse för landsförräderi.